# Dyschoriste zambiana
Dyschoriste zambiana är en akantusväxtart som beskrevs av Vollesen. Dyschoriste zambiana ingår i släktet Dyschoriste och familjen akantusväxter. Inga underarter finns listade i Catalogue of Life.